# Rifugio Lagazuoi
Das Rifugio Lagazuoi (deutsch Lagazuoihütte) ist eine privat geführte Schutzhütte in der Fanesgruppe in der Provinz Belluno. Die in der Regel von Mitte Juni bis Mitte Oktober sowie Mitte Dezember bis Ende März geöffnete Hütte verfügt über 74 Schlafplätze.

## Lage
Die 1965 nach einjähriger Bauzeit eröffnete Schutzhütte liegt auf 2752 m s.l.m. und ist damit eine der höchstgelegenen in den Dolomiten. Sie liegt unmittelbar neben der Bergstation der Lagazuoi-Seilbahn und nur wenige hundert Meter südöstlich des Gipfels des Kleinen Lagazuoi (2778 m). An der Hütte enden oder beginnen die Klettersteige Tomaselli und Lipella, die beide entlang ehemaliger Stellungsanlagen aus dem Gebirgskrieg 1915–1918 entlangführen. Nur wenige hundert Meter östlich der Schutzhütte endet der etwa 1000 Meter lange italienische Minenstollen, der vom Wandfuß bis zum Vorgipfel des Kleinen Lagazuoi hinaufführt und vollständig begehbar ist. Am Rifugio Lagazuoi führt der Dolomiten-Höhenweg 1 vorbei.

## Zustiege
- Vom Passo di Falzarego, 2105 m ⊙ auf Weg 402, 401 in 2 ¼ Stunden oder auf Weg 402 und Minenstollen in 2 ½ Stunden
- Vom Rifugio Scotoni, 1985 m ⊙ auf Weg 20, 401 in 2 ½ Stunden
- Vom Werk Tre Sassi, 2107 m ⊙ auf Kaiserjäger Steig (Klettersteig) in 3 ¼ Stunden
- Von Fiàmes – Pian de Lòa, 1314 m ⊙ auf Weg 10, 401 in 6 bis 6 ½ Stunden

## Nachbarhütten
- Zum Rifugio Camillo Giussani, 2580 m ⊙ auf Weg 401, 402, 404, 403 in 3 bis 3 ½ Stunden
- Zum Rifugio Dibona, 2083 m ⊙ auf Weg 401, 402, 404, 403 in 2 ½ Stunden
- Zur Faneshütte, 2060 m ⊙ auf Dolomiten-Höhenweg 1 in 4 Stunden